# 1961 في البحرين
فيما يلي قوائم الأحداث التي وقعت خلال عام 1961 في البحرين.

## سياسة

### تعيين في المنصب
- 16 ديسمبر – عيسى بن سلمان آل خليفة ملك البحرين ‏.

### انتهاء فترة المنصب
- 2 نوفمبر – سلمان بن حمد آل خليفة ملك البحرين ‏.

## مواليد

### أبريل
- 5 أبريل – عبد الهادي الخواجة ناشط حقوق إنسان بحريني.

### نوفمبر
- 6 نوفمبر – فيصل بورسلي

### ديسمبر
- 14 ديسمبر – عبد الجليل خليل
- 17 ديسمبر – منصور الجمري صحفي بحريني.

## وفيات

### نوفمبر
- 2 نوفمبر – سلمان بن حمد آل خليفة (مواليد 1894) سياسي بحريني.